# Полифрон
Полифрон (др.-греч. Πολύφρων) — тиран Фер и верховный вождь-таг Фессалии 370—369-х годов до н. э.
Полифрон, согласно Ксенофонту был братом Ясона Ферского, тирана Фер и верховного вождя-тага Фессалии, одного из самых могущественных людей Древней Греции в 370-е годы до н. э. Отцом Ясона и, соответственно, Полифрона, по одной из версий, мог быть Ликофрон.
В 370 году до н. э. Ясон был убит. В изложении Ксенофонта, после гибели Ясона Полифрон с братом Полидором совместно наследовали должности тирана Фер и тага Фессалии, так как сыновья Ясона на тот момент были ещё малолетними. Этот факт свидетельствует о том, что Полидор и Полифрон при жизни брата занимали важные должности и находились в привилегированном положении ближайших родственников правителя. Когда они по каким-то делам отправились в Ларису Полидор внезапно, «неожиданно и без всякой видимой причины» во время сна, умер. Со слов Ксенофонта, с наибольшей долей вероятности, он был убит братом Полифроном.
О правлении Полифрона известно немногое. Согласно Ксенофонту, оно было жестоким — по приказу Полифрона в Фарсале был казнён Полидамант вместе с восьмью влиятельных согражданами, а также были изгнаны многие его противники из рода Алевадов из Ларисы.
Для Фессалии это был первый случай, когда верховный вождь-таг вёл себя как жестокий тиран. Также жители области были недовольны превращением выборной должности тага в монархическую. На этом фоне в Фессалии возникла оппозиция, которую возглавили Алевады. Они обратились за помощью к царю Македонии Александру II, который согласился выступить в поход против Полифрона. Пока оппозиция Полифрону собиралась с силами, в самой Фессалии возник заговор, который возглавил сын Полидора Александр Ферский. Выдавая из себя мстителя за отца, а на самом деле будучи одержимым желанием захватить власть, он, — по версии Диодора — отравил Полифрона, или, — по версии Плутарха, — поразил его копьём. Впоследствии, Александр украсил копьё, которым убил Полифрона, венками и приносил ему жертвы, называя его божеством случая Тихоном.
Согласно Ксенофонту, Полифрон пробыл у власти один год; Плутарху — десять месяцев.